# Kalejtsa
Kalejtsa (bulgariska: Калейца) är ett distrikt i Bulgarien.   Det ligger i kommunen Obsjtina Trojan och regionen Lovetj, i den centrala delen av landet, 110 km öster om huvudstaden Sofia.
I omgivningarna runt Kalejtsa växer i huvudsak lövfällande lövskog. Runt Kalejtsa är det ganska glesbefolkat, med 39 invånare per kvadratkilometer.